# Gouvernement Taschereau
 (janvier 2025).
La mise en forme du texte ne suit pas les recommandations de Wikipédia : il faut le « wikifier ».
Les points d'amélioration suivants sont les cas les plus fréquents. Le détail des points à revoir est peut-être précisé sur la page de discussion.
- Les titres sont pré-formatés par le logiciel. Ils ne sont ni en capitales, ni en gras.
- Le texte ne doit pas être écrit en capitales (les noms de famille non plus), ni en gras, ni en italique, ni en « petit »…
- Le gras n'est utilisé que pour surligner le titre de l'article dans l'introduction, une seule fois.
- L'italique est rarement utilisé : mots en langue étrangère, titres d'œuvres, noms de bateaux, etc.
- Les citations ne sont pas en italique mais en corps de texte normal. Elles sont entourées par des guillemets français : « et ».
- Les listes à puces sont à éviter, des paragraphes rédigés étant largement préférés. Les tableaux sont à réserver à la présentation de données structurées (résultats, etc.).
- Les appels de note de bas de page (petits chiffres en exposant, introduits par l'outil «  Source ») sont à placer entre la fin de phrase et le point final[comme ça].
- Les liens internes (vers d'autres articles de Wikipédia) sont à choisir avec parcimonie. Créez des liens vers des articles approfondissant le sujet. Les termes génériques sans rapport avec le sujet sont à éviter, ainsi que les répétitions de liens vers un même terme.
- Les liens externes sont à placer uniquement dans une section « Liens externes », à la fin de l'article. Ces liens sont à choisir avec parcimonie suivant les règles définies. Si un lien sert de source à l'article, son insertion dans le texte est à faire par les notes de bas de page.
- La présentation des références doit suivre les conventions bibliographiques. Il est recommandé d'utiliser les modèles {{Ouvrage}}, {{Chapitre}}, {{Article}}, {{Lien web}} et/ou {{Bibliographie}}. Le mode d'édition visuel peut mettre en forme automatiquement les références.
- Insérer une infobox (cadre d'informations à droite) n'est pas obligatoire pour parachever la mise en page.

Pour une aide détaillée, merci de consulter Aide:Wikification.
Si vous pensez que ces points ont été résolus, vous pouvez retirer ce bandeau et améliorer la mise en forme d'un autre article.
| Gouvernement Gouin | Gouvernement Gouin | Gouvernement Gouin | Gouvernement Gouin | Gouvernement Gouin | Gouvernement Gouin | Gouvernement Taschereau | Gouvernement Taschereau | Gouvernement Taschereau | Gouvernement Taschereau | Gouvernement Taschereau | Gouvernement Taschereau | Gouvernement Taschereau | Gouvernement Taschereau | Gouvernement Taschereau | Gouvernement Taschereau | Gouvernement Taschereau | Gouvernement Taschereau | Gouvernement Taschereau | Gouvernement Taschereau | Gouvernement Taschereau | Gouvernement Taschereau | Gouvernement Taschereau | Gouvernement Taschereau | Gouvernement Taschereau | Gouvernement Taschereau | Gouvernement Taschereau | Gouvernement Taschereau | Gouvernement Taschereau | Gouvernement Taschereau | Gouvernement Taschereau | Gouvernement Taschereau | Gouvernement Taschereau | Gouvernement Taschereau | Gouvernement Taschereau | Gouvernement Taschereau | Gouvernement Taschereau | Gouvernement Taschereau | Gouvernement Taschereau | Gouvernement Taschereau | Gouvernement Taschereau | Gouvernement Taschereau | Gouvernement Taschereau | Gouvernement Taschereau | Gouvernement Taschereau | Gouvernement Taschereau | Gouvernement Taschereau | Gouvernement Taschereau | Gouvernement Taschereau | Gouvernement Taschereau | Gouvernement Taschereau | Gouvernement Taschereau | Gouvernement Taschereau | Gouvernement Taschereau | Gouvernement Taschereau | Gouvernement Taschereau | Gouvernement Taschereau | Gouvernement Taschereau | Gouvernement Taschereau | Gouvernement Taschereau | Gouvernement Taschereau | Gouvernement Taschereau | Gouvernement Taschereau | Gouvernement Taschereau | Gouvernement Taschereau | Gouvernement Taschereau | Gouvernement Taschereau | Gouvernement Taschereau | Gouvernement Taschereau | Gouvernement Taschereau | Gouvernement Taschereau | Gouvernement Taschereau | Gouvernement Taschereau | Gouvernement Taschereau | Gouvernement Taschereau | Gouvernement Taschereau | Gouvernement Taschereau | Gouvernement Taschereau | Gouvernement Taschereau | Gouvernement Taschereau | Gouvernement Taschereau | Gouvernement Taschereau | Gouvernement Taschereau | Gouvernement Taschereau | Gouvernement Taschereau | Gouvernement Taschereau | Gouvernement Godbout (1er) | Gouvernement Godbout (1er) | Gouvernement Godbout (1er) | Gouvernement Godbout (1er) | Gouvernement Godbout (1er) | Gouvernement Godbout (1er) | Gouvernement Godbout (1er) |
| 15e législature    | 15e législature    | 15e législature    | 15e législature    | 15e législature    | 15e législature    | 15e législature         | 15e législature         | 15e législature         | 15e législature         | 15e législature         | 15e législature         | 15e législature         | 15e législature         | 16e législature         | 16e législature         | 16e législature         | 16e législature         | 16e législature         | 16e législature         | 16e législature         | 16e législature         | 16e législature         | 16e législature         | 16e législature         | 16e législature         | 16e législature         | 16e législature         | 16e législature         | 16e législature         | 16e législature         | 16e législature         | 16e législature         | 16e législature         | 16e législature         | 17e législature         | 17e législature         | 17e législature         | 17e législature         | 17e législature         | 17e législature         | 17e législature         | 17e législature         | 17e législature         | 17e législature         | 17e législature         | 17e législature         | 17e législature         | 17e législature         | 17e législature         | 17e législature         | 17e législature         | 17e législature         | 17e législature         | 17e législature         | 17e législature         | 18e législature         | 18e législature         | 18e législature         | 18e législature         | 18e législature         | 18e législature         | 18e législature         | 18e législature         | 18e législature         | 18e législature         | 18e législature         | 18e législature         | 18e législature         | 18e législature         | 18e législature         | 18e législature         | 18e législature         | 18e législature         | 18e législature         | 18e législature         | 18e législature         | 19e législature         | 19e législature         | 19e législature         | 19e législature         | 19e législature         | 19e législature         | 19e législature         | 19e législature         | 19e législature         | 19e législature            | 19e législature            | 19e législature            | 19e législature            | 19e législature            | 19e législature            | 19e législature            |
| 1919               | 1919               | 1919               | 1920               | 1920               | 1920               | 1920                    | 1920                    | 1921                    | 1921                    | 1921                    | 1921                    | 1921                    | 1922                    | 1922                    | 1922                    | 1922                    | 1922                    | 1923                    | 1923                    | 1923                    | 1923                    | 1923                    | 1924                    | 1924                    | 1924                    | 1924                    | 1924                    | 1925                    | 1925                    | 1925                    | 1925                    | 1925                    | 1926                    | 1926                    | 1926                    | 1926                    | 1926                    | 1927                    | 1927                    | 1927                    | 1927                    | 1927                    | 1928                    | 1928                    | 1928                    | 1928                    | 1928                    | 1929                    | 1929                    | 1929                    | 1929                    | 1929                    | 1930                    | 1930                    | 1930                    | 1930                    | 1930                    | 1931                    | 1931                    | 1931                    | 1931                    | 1931                    | 1932                    | 1932                    | 1932                    | 1932                    | 1932                    | 1933                    | 1933                    | 1933                    | 1933                    | 1933                    | 1934                    | 1934                    | 1934                    | 1934                    | 1934                    | 1935                    | 1935                    | 1935                    | 1935                    | 1935                    | 1936                    | 1936                    | 1936                    | 1936                       | 1936                       | 1937                       | 1937                       | 1937                       | 1937                       | 1937                       |

Le mandat du gouvernement de Louis-Alexandre Taschereau, du Parti libéral, devenu premier ministre du Québec à la suite de la démission de son prédécesseur Lomer Gouin, s'étendit du 9 juillet 1920 au 11 juin 1936.

## Caractéristiques
Le très long règne du gouvernement Taschereau (tout près de 16 ans, un record inégalé) peut se diviser en deux parties. Dans la première, de 1920 à 1929, il continue en gros la politique d'industrialisation de Lomer Gouin et de Simon-Napoléon Parent. Il fait construire des routes reliant les grands centres urbains aux régions éloignées, telles l'Abitibi et la Gaspésie. De plus, il introduit des mesures sociales, telles la création de la Régie des Alcools, la loi sur les accidents de travail et la loi légalisant l'adoption. Une bonne conjoncture économique lui fait remporter les élections générales de 1923 et 1927 mais elles sont moins éclatantes toutefois que celles de Gouin.
La seconde période, de 1929 à 1936, est celle d'un long déclin suivi de la débâcle. Croyant à une crise passagère, le gouvernement Taschereau ne réagit pas tout de suite à la crise économique qui suit le krach de Wall Street. En 1931, il annonce une série de travaux publics mais le taux de chômage est trop haut pour qu'il soit contré. Il se tourne alors vers les secours directs, c'est-à-dire le versement de prestations aux chômeurs. Il préconise aussi le retour à la terre, c'est-à-dire le don de terres aux chômeurs dans les régions éloignées.
Dépassé par les événements, le gouvernement Taschereau prête le flanc à une critique de plus en plus féroce. Des libéraux, insatisfaits des mesures gouvernementales, quittent le Parti et fondent l'Action libérale nationale sous la direction de Paul Gouin, le fils de l'ancien premier ministre. Ils accusent les trusts financiers d'être la cause de la Crise et Taschereau d'être leur marionnette. Une alliance avec les conservateurs de Maurice Duplessis se traduit par une quasi-défaite aux élections de 1935. Quelques mois plus tard, le Comité des comptes publics démontre que le gouvernement est gangrené par la corruption. Taschereau n'a plus le choix que de démissionner.

## Chronologie
- 11 juillet 1920 : assermentation du cabinet Taschereau devant le lieutenant-gouverneur Charles Fitzpatrick.
- 11 janvier-19 mars 1921 : deuxième session de la 15e Législature. Création d'une Régie des Alcools dont le but est de contrôler la vente des boissons alcooliques.
- 6 décembre 1921 : le Parti libéral de Mackenzie King est vainqueur aux élections fédérales.
- 10 janvier-22 mars 1922 : troisième session de la 15e Législature. Taschereau annonce des profits de 4 millions de dollars à la Régie des alcools. Pour la première fois, un projet de loi privé sur le droit de vote des femmes est discuté à l'Assemblée législative mais est finalement retiré sans qu'il y ait eu vote.
- 5 février 1923 : Taschereau remporte l'élection générale avec 64 candidats élus contre 19 conservateurs et deux candidats indépendants. Les conservateurs font meilleure figure qu'en 1919 où ils n'avaient fait élire que 5 députés.
- 22 octobre 1923 : la circonscription d'Abitibi élit son premier député, le libéral Hector Authier, à l'occasion d'une élection partielle.
- 17 décembre 1923-15 mars 1924 : première session de la 16e Législature. Une loi est votée rendant l'adoption légale. Une première taxe sur l'essence, de deux cents le gallon, est créée.
- 25 août 1924: inauguration de l'hôpital Notre-Dame à Montréal.
- novembre 1924 : fondation de la Quebec Power qui obtient le monopole de l'électricité dans la région de Québec.
- 1er février 1925 : une première loi sur les accidents de travail est déposée mais sera plus tard retirée parce qu'elle est jugée insatisfaisante.
- 1926 : une nouvelle loi sur les accidents de travail est de nouveau déposée puis retirée. Le gouvernement annonce la création d'un parc sur l'île d'Anticosti.
- juin 1926 : les routes du Québec sont maintenant numérotées. Ainsi le Chemin du Roy reliant Québec à Montréal sur la rive nord du Saint-Laurent prend le nom de route 2.

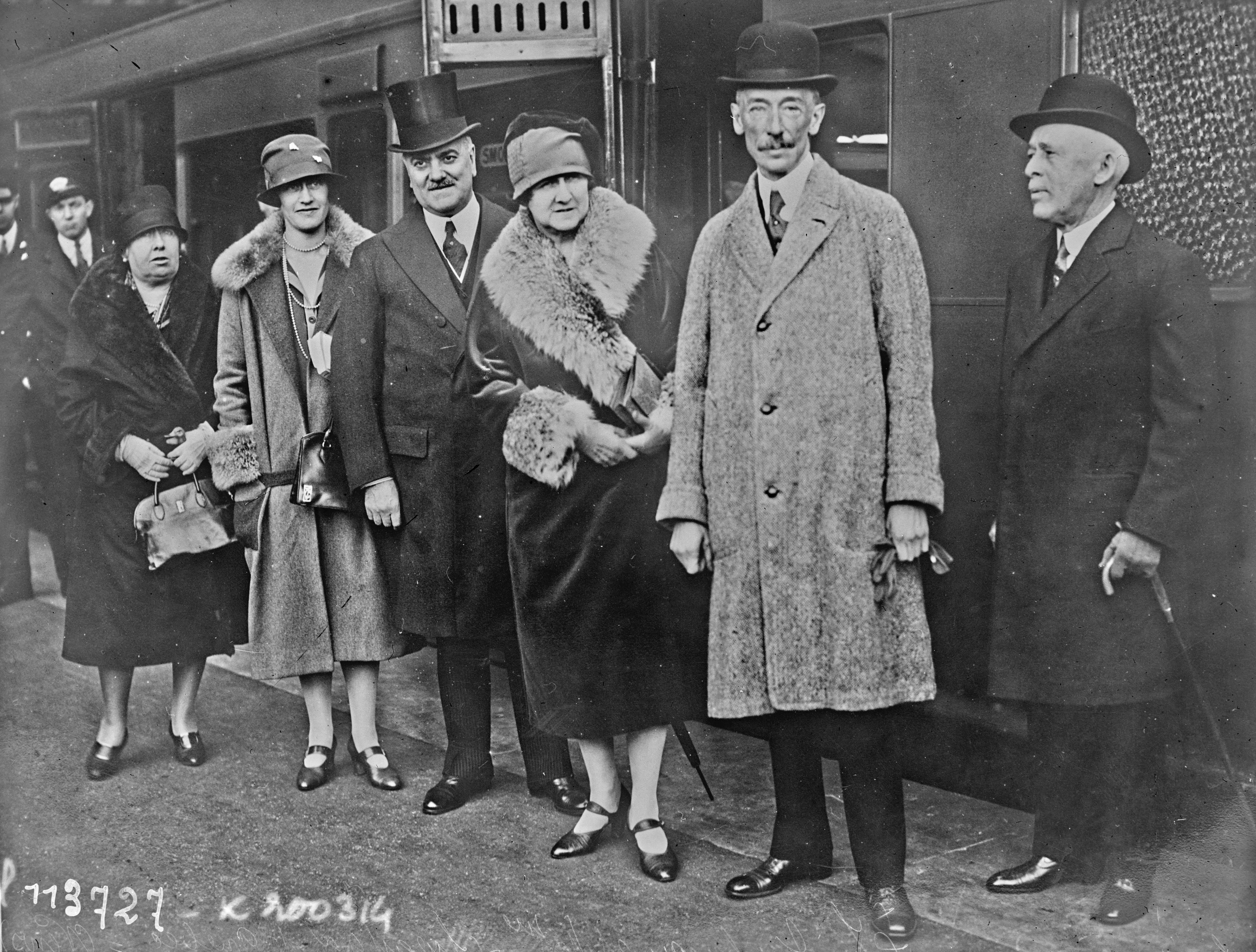
Louis-Alexandre Taschereau à Londres, avec son épouse Adine Dionne, 14 octobre 1926. Le premier ministre était venu plaider la cause du Labrador devant le Conseil privé.

- Automne 1926 : Taschereau se rend en Grande-Bretagne pour y plaider la cause du Labrador au Conseil privé de Londres.
- 9 janvier 1927 : l'incendie du Laurier Palace, une salle de cinéma de Montréal, fait 77 morts, tous des enfants.
- 1er mars 1927 : le Conseil privé de Londres accorde tout le territoire du Labrador à Terre-Neuve.
- 1er avril 1927 : Sanction de la loi selon laquelle il ne sera plus nécessaire pour un député qui devient ministre de démissionner pour se faire réélire.
- 16 mai 1927 : les libéraux remportent 74 sièges contre 10 aux conservateurs lors de l'élection générale. Maurice Duplessis devient député de la circonscription de Trois-Rivières.
- 3-10 novembre 1927 : conférence fédérale-provinciale à Ottawa. Ottawa veut faire accepter des amendements à la Constitution aux provinces mais celles-ci lui apposent un refus.
- 1928 : la loi sur les accidents de travail est finalement adoptée. Inauguration de la route ceinturant la Gaspésie.
- 22 mars 1928 : une loi interdit aux enfants de moins de 16 ans l'accès dans les salles de cinéma.
- 10 juillet 1929 : Camillien Houde succède à Arthur Sauvé comme chef du Parti conservateur.
- 24 octobre 1929 : Krach de Wall Street. Début de la Grande Dépression.
- 9 décembre 1929 : Honoré Mercier II annonce la création du parc des Laurentides entre Québec et Chicoutimi.
- Février 1930 : la loi sur le vote des femmes est battue par 44 à 24. L'Assemblée refuse également aux femmes le droit d'être avocates.
- 24 mai 1930 : inauguration du pont Jacques-Cartier à Montréal.
- 28 juillet 1930 : le conservateur Richard Bennett remporte les élections fédérales.
- 21 août 1930 : première conférence fédérale-provinciale sur le chômage. Un projet de travaux publics est mis en marche.
- 4 décembre 1930 : adoption d'une première loi sur le chômage.
- 13 février 1931 : création d'un ministère du Travail.
- 25 mars 1931 : une nouvelle loi sur le vote des femmes est battue par 47 à 21.
- 17 avril 1931 : le Québec approuve les principes du Statut de Westminster.
- 24 août 1931 : les libéraux de Taschereau remportent l'élection générale avec 79 sièges contre 11 pour les conservateurs. Camillien Houde est battu dans les deux comtés où il se présentait.
- Décembre 1931 : présentation en Chambre d'une série de nouvelles taxes visant à équilibrer un budget mis à mal par la crise économique.
- 10 février 1932 : présentation d'une loi sur le retour à la terre, qui permet de donner des terres aux chômeurs en Gaspésie, en Abitibi et au Témiscamingue. Le chômage atteint alors presque 33 % de la population.
- 30 août 1932 : le gouvernement annonce un premier déficit en 30 ans dans son budget.
- Janvier 1933 : Taschereau profite d'une conférence interprovinciale pour demander une subvention fédérale afin de renforcer la lutte contre le chômage.
- Printemps 1933 : un groupe de Québécois comprenant entre autres Philippe Hamel commence à demander la nationalisation de l'électricité. Taschereau se prononce contre le projet.
- 4 octobre 1933 : Maurice Duplessis succède à Camillien Houde à la tête du Parti conservateur.
- 22 juin 1934 : inauguration du pont Mercier à Montréal.
- 21 juillet 1934: Paul Gouin fonde l'Action libérale nationale dont le but principal est d'enlever certaines ressources naturelles aux trusts financiers afin qu'elles deviennent propriété de l'État.
- 1934 : lancement du Plan Vautrin
- 22 janvier 1935: la Commission Lapointe sur l'électricité recommande le contrôle rigoureux de l'initiative privée et se prononce contre l'étatisation en bloc. Par contre, il reconnaît le principe d'une municipalisation modérée de l'électricité.
- 6 juin 1935 : T. D. Bouchard est le premier journaliste à devenir membre d'un gouvernement au Québec.
- 4 juillet 1935 : inauguration du pont de l'île d'Orléans.
- 16 juillet 1935 : le libéral Oscar Drouin se joint à l'ALN.
- 11 septembre 1935 : Mackenzie King redevient premier ministre à la suite des élections fédérales.
- 7 novembre 1935 : Gouin et Duplessis annoncent une alliance politique entre l'ALN et le PC afin de mieux lutter contre le régime Taschereau. C'est la formation de l'Union nationale.
- 25 novembre 1935 : Taschereau remporte difficilement l'élection générale avec 48 libéraux contre 16 conservateurs et 26 candidats de l'ALN.
- 3 mai 1936 : début des audiences du Comité des comptes publics chargé de vérifier les comptes de l'État. Au cours du mois suivant, Duplessis met au jour une série de scandales qui paralysent le gouvernement. L'ancien ministre Irénée Vautrin a subtilisé des fonds à son ministère pour des dépenses personnelles. Le haut fonctionnaire Charles Lanctôt a reçu du gouvernement 140 000 $ de frais de voyages depuis 1928. Antoine Taschereau, frère du premier ministre, a déposé 75 000 $ du trésor provincial à la Banque Canadienne Nationale de Saint-Pacôme pour encourager son fils qui y est gérant. Il a gardé 10 000 $ d'intérêt sur les fonds publics.
- 11 juin 1936 : Louis-Alexandre Taschereau démissionne. Adélard Godbout lui succède et déclenche des élections.

## Composition

### 1920 à 1930
Nominations le 9 juillet 1920 :

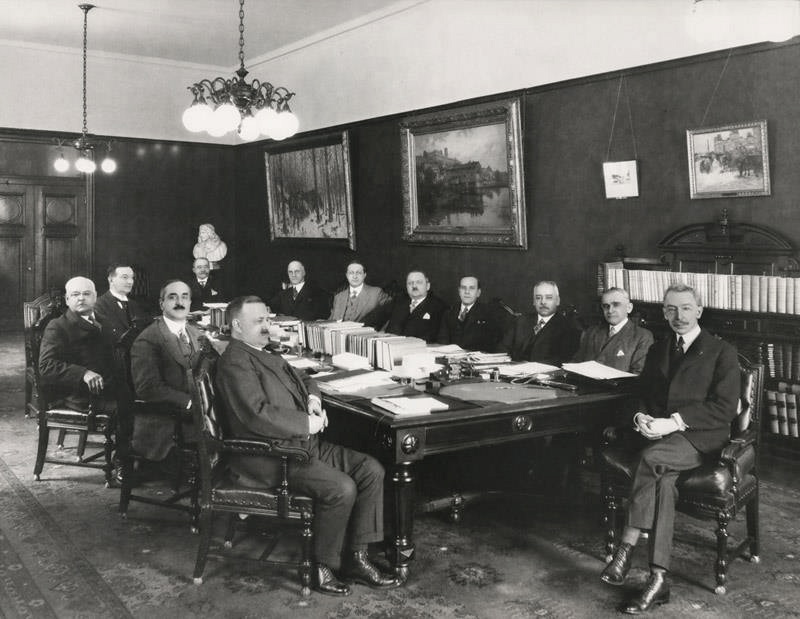
Gouvernement Taschereau vers 1927-1929. En commençant à la droite, dans le sens anti-horaire autour de la table : Louis-Alexandre Taschereau, Joseph-Édouard Caron, Antonin Galipeault, Athanase David, Émile Moreau, Lauréat Lapierre, Alfred Leduc, Alfred Morisset (greffier du Conseil exécutif, non membre du conseil), Jacob Nicol, Joseph-Léonide Perron, Joseph-Édouard Perrault, Honoré Mercier (fils).

- Louis-Alexandre Taschereau: premier ministre, procureur général.
- Walter Mitchell: trésorier provincial, ministre des Affaires municipales.
- Athanase David: secrétaire provincial.
- Joseph-Édouard Caron: ministre de l'Agriculture.
- Joseph-Édouard Perrault: ministre de la Colonisation, des Mines et des Pêcheries.
- Antonin Galipeault: ministre des Travaux publics, ministre du Travail.
- Honoré Mercier: ministre des Terres et Forêts.
- Joseph-Adolphe Tessier: ministre de la Voirie.
- John Charles Kaine : ministre sans portefeuille. (Décède le 1er avril 1923.)
- Narcisse Pérodeau : ministre sans portefeuille. (Leader du gouvernement au Conseil législatif. Départ le 8 janvier 1924, nommé lieutenant-gouverneur.)
- Napoléon Séguin : ministre sans portefeuille. (Départ le 27 septembre 1921, nommé gouverneur de la prison de Bordeaux.)
- Joseph-Léonide Perron : ministre sans portefeuille. (Leader du gouvernement au Conseil législatif jusqu'au 16 novembre 1929.)

Remaniement le 27 septembre 1921: 
- Joseph-Léonide Perron: ministre de la Voirie. (Succède à Joseph-Adolphe Tessier, nommé président de la Commission des eaux courantes.)
- Émile Moreau : ministre sans portefeuille.
- Aurèle Lacombe : ministre sans portefeuille. (Défait à l'élection de 1923.)

Remaniement du 23 novembre 1921 :
- Jacob Nicol: trésorier provincial, ministre des Affaires municipales. (Succède à W.G. Mitchell, qui a démissionné le 8 novembre 1921 pour se présenter à une élection fédérale.)

Nomination le 7 novembre 1923 :
- Martin Madden : ministre sans portefeuille. (Décède en fonction le 1er juin 1926.)

Remaniement le 30 avril 1924 :
- Louis-Alexandre Taschereau: premier ministre, procureur général, ministre des Affaires municipales (succède à Jacob Nicol à ce dernier ministère).
- Jacob Nicol: trésorier provincial.

Nomination le 4 juin 1924 :
- Lauréat Lapierre : ministre sans portefeuille.

Nomination le 10 janvier 1927 :
- Joseph Henry Dillon : ministre sans portefeuille.

Nomination le 25 avril 1927 :
- Alfred Leduc : ministre sans portefeuille.

Nomination le 1er mai 1929 :
- Joseph-Charles-Ernest Ouellet : ministre sans portefeuille.

Remaniement le 24 avril 1929 :
- Joseph-Léonide Perron: ministre de l'Agriculture. (Succède à Joseph-Édouard Caron, qui démissionne pour être nommé vice-président de la Commission des liqueurs.)
- Joseph-Édouard Perrault : ministre de la Voirie.
- Hector Laferté : ministre de la Colonisation, des Mines et des Pêcheries.

Nomination le 12 septembre 1929 :
- Andrew Ross McMaster: trésorier provincial. (Succède à Jacob Nicol, qui démissionne et est nommé membre du Conseil législatif.)

Nomination le 5 décembre 1929 :
- Narcisse Pérodeau : ministre sans portefeuille. (Leader du gouvernement au Conseil législatif. Retour au Conseil législatif et au conseil des ministres, après son terme de lieutenant-gouverneur.)

Remaniement le 5 juin 1930 :
- Joseph-Napoléon Francoeur : ministre des Travaux publics, ministre du Travail. (Succède à Antonin Galipeault, qui a démissionné pour devenir juge.)

### 1930 à 1932
Après le remaniement du 5 juin 1930
- Louis-Alexandre Taschereau: premier ministre, procureur général.
- Andrew Ross McMaster: trésorier provincial.
- Athanase David: secrétaire provincial.
- Joseph-Léonide Perron: ministre de l'Agriculture.
- Hector Laferté: ministre de la Colonisation, des Mines et des Pêcheries.
- Joseph-Napoléon Francoeur: ministre des Travaux publics, ministre du Travail.
- Honoré Mercier: ministre des Terres et Forêts.
- Joseph-Édouard Perrault: ministre de la Voirie.
- Émile Moreau : ministre sans portefeuille.
- Lauréat Lapierre : ministre sans portefeuille.
- Joseph Henry Dillon : ministre sans portefeuille.
- Alfred Leduc : ministre sans portefeuille. (Ne se représente pas à l'élection de 1931.)
- Joseph-Charles-Ernest Ouellet : ministre sans portefeuille. (Nommé membre du Conseil législatif le 27 novembre 1930.)
- Narcisse Pérodeau : ministre sans portefeuille. (Leader du gouvernement au Conseil législatif.)

Remaniement le 16 octobre 1930 :
- Gordon Wallace Scott: trésorier provincial. (Succède à Andrew Ross McMaster.)

Remaniement le 13 novembre 1930 :
- Gordon Wallace Scott : ministre sans portefeuille.

Remaniement du 27 novembre 1930 :
- Adélard Godbout: ministre de l'Agriculture. (Succède à J.-L. Perron, décédé le 20 novembre 1930.)
- Louis-Alexandre Taschereau: premier ministre, procureur général, trésorier provincial (succède à Gordon Wallace Scott), ministre des Affaires municipales.

Remaniement le 28 octobre 1931:
- Charles-Joseph Arcand : ministre du Travail.
- Joseph-Napoléon Francoeur : ministre des Travaux publics.
- George Bryson (fils) : ministre sans portefeuille.

Remaniement le 26 octobre 1932 :
- Ralph Frederick Stockwell: trésorier provincial, ministre des Affaires municipales.

### 1932 à 1936
Après le remaniement du 26 octobre 1932
- Louis-Alexandre Taschereau: premier ministre, procureur général.
- Ralph Frederick Stockwell: trésorier provincial, ministre des Affaires municipales.
- Athanase David; secrétaire provincial.
- Adélard Godbout: ministre de l'Agriculture.
- Hector Laferté: ministre de la Colonisation, des Mines et des Pêcheries.
- Joseph-Napoléon Francoeur: ministre des Travaux publics.
- Honoré Mercier: ministre des terres et Forêts.
- Joseph-Édouard Perrault: ministre de la Voirie.
- Charles-Joseph Arcand: ministre du Travail.
- Émile Moreau : ministre sans portefeuille. (Nommé membre du Conseil législatif le 6 juin 1935.)
- Lauréat Lapierre : ministre sans portefeuille. (Démissionne le 3 mai 1934 et est nommé shérif.)
- Joseph Henry Dillon : ministre sans portefeuille. (Démissionne le 2 octobre 1935 pour se présenter à une élection fédérale.)
- Narcisse Pérodeau : ministre sans portefeuille. (Leader du gouvernement au Conseil législatif. Décède le 18 novembre 1932.)
- George Bryson (fils) : ministre sans portefeuille. (Leader du gouvernement au Conseil législatif du 18 novembre 1932 jusqu'en 1934.)

Nomination le 9 mai 1934 : 
- Irénée Vautrin : ministre sans portefeuille.

Remaniement le 25 juillet 1934 :
- Irénée Vautrin : ministre de la Colonisation. (Succède à Hector Laferté, qui démissionne pour devenir président du Conseil législatif.)
- Joseph-Napoléon Francoeur : ministre des Travaux publics, de la Chasse et des Pêcheries.
- Jacob Nicol : ministre sans portefeuille. (Retour au conseil des ministres après avoir été président du Conseil législatif. Leader du gouvernement au Conseil législatif de 1934 à 1936.)

Remaniement en 1934 :
Nomination le 6 juin 1935 :
- Télesphore-Damien Bouchard: ministre des Affaires municipales, ministre de l'Industrie et du Commerce.

Nomination le 30 octobre 1935 :
- John Hall Kelly : ministre sans portefeuille.

Remaniement le 20 décembre 1935 :
- Joseph-Édouard Perrault : ministre de la Colonisation. (Succède à Irénée Vautrin, défait à l'élection de 1935.)
- Joseph-Napoléon Francoeur : ministre des Travaux publics, de la Chasse et de Pêcheries, ministre du Travail.

Remaniement le 13 mars 1936 :
- Joseph-Édouard Perrault: procureur général.
- Hector Authier : ministre de la Colonisation.
- Edgar Rochette : ministre du Travail, de la Chasse et des Pêcheries.
- Joseph-Napoléon Francoeur: ministre des Travaux publics, ministre des Mines.
- Pierre-Émile Côté : ministre de la Voirie.
- Cléophas Bastien : ministre sans portefeuille.

### 1936
Après le remaniement du 13 mars 1936
- Louis-Alexandre Taschereau: premier ministre.
- Ralph Frederick Stockwell: trésorier provincial.
- Athanase David: secrétaire provincial.
- Joseph-Édouard Perrault: procureur général.
- Adélard Godbout: ministre de l'Agriculture.
- Hector Authier: ministre de la Colonisation.
- Joseph-Napoléon Francoeur: ministre des Travaux publics, ministre des Mines.
- Edgar Rochette: ministre du Travail, de la Chasse et des Pêcheries.
- Honoré Mercier: ministre des Terres et Forêts.
- Pierre-Émile Côté: ministre de la Voirie.
- Télesphore-Damien Bouchard: ministre des Affaires municipales, ministre de l'Industrie et du Commerce.
- George Bryson (fils) : ministre sans portefeuille.
- Jacob Nicol : ministre sans portefeuille. (Leader du gouvernement au Conseil législatif.)
- John Hall Kelly : ministre sans portefeuille.
- Cléophas Bastien : ministre sans portefeuille.